# Departamento judicial de San Martín

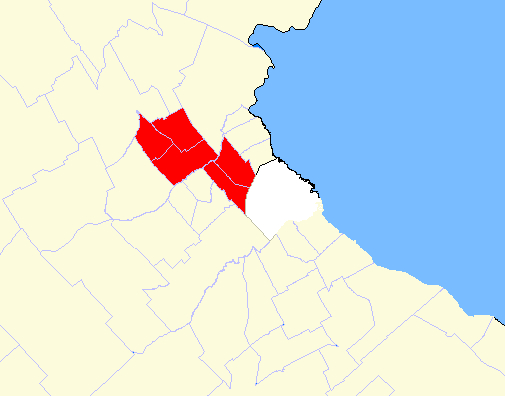
Departamento judicial de San Martín.

El Departamento judicial de San Martín es uno de los 19 departamentos judiciales en los que está dividida la provincia de Buenos Aires, Argentina.
Abarca el territorio de los partidos de la Zona norte del GBA y parte de la Zona oeste del GBA, de José C. Paz, Malvinas Argentinas, San Martín, San Miguel y Tres de Febrero, en un área de 1,689,493 habitantes (Indec, 2010).
En ella intervienen el Fuero Penal, Fuero de Familia, Fuero Civil, Fuero de Menores y Fuero Laboral.
El edificio central del palacio de tribunales se encuentra en la Av. 101 — Dr. Ricardo Balbín— (Ruta Provincial 8) N.º 1753 de la ciudad de San Martín. 

## Oficinas
El departamento cuenta con las siguientes oficinas:
- Cámara de apelación en lo civil y comercial
  - Presidencia
  - Sala I
  - Sala II
  - Sala III
- Cámara de apelación y garantías en lo penal
  - Sala I
  - Sala II
  - Sala III
- Fiscalía General
- Defensoría General
- Juzgado Civil y Comercial N.º 1
- Juzgado Civil y Comercial N.º 2
- Juzgado Civil y Comercial N.º 3
- Juzgado Civil y Comercial N.º 4
- Juzgado Civil y Comercial N.º 5
- Juzgado Civil y Comercial N.º 6
- Juzgado Civil y Comercial N.º 7
- Juzgado Civil y Comercial N.º 8
- Juzgado Civil y Comercial N.º 9
- Juzgado Civil y Comercial N.º 10
- Juzgado Civil y Comercial N.º 11
- Juzgado Civil y Comercial N.º 12
- Tribunales colegiados de instancia única del fuero de familia N.º 1
- Tribunales colegiados de instancia única del fuero de familia N.º 2
- Tribunales en lo criminal N.º 1
- Tribunales en lo criminal N.º 2
- Tribunales en lo criminal N.º 3
- Tribunales en lo criminal N.º 4
- Tribunales en lo criminal N.º 5
- Tribunales en lo criminal N.º 6
- Tribunales en lo criminal N.º 7
- Juzgados de garantías N.º 1
- Juzgados de garantías N.º 2
- Juzgados de garantías N.º 3
- Juzgados de garantías N.º 4
- Juzgados de garantías N.º 5
- Juzgados de garantías N.º 6
- Juzgado de transición N.º 1
- Juzgado de transición N.º 2
- Juzgado de transición N.º 3
- Juzgado en lo correccional N.º 1
- Juzgado en lo correccional N.º 2
- Juzgado en lo correccional N.º 3
- Juzgado en lo correccional N.º 4
- Juzgado en lo correccional N.º 5
- Tribunales de menores N.º 1
- Tribunales de menores N.º 2
- Tribunales de menores N.º 3
- Tribunales de menores N.º 4
- Archivo
- Registro público de comercio
- Receptoría general de expedientes
- Asesoría pericial departamental
- Oficina de mandamientos y notificaciones de San Miguel
- Biblioteca
- Delegación de mantenimiento
- Delegación de dirección y sanidad
- Jardín maternal
- Intendencia departamental
- Delegación informática